# داریا وارفولومیف
داریا وارفولومیف (روسی: Да́рья Дми́триевна Варфоломе́ева؛ زادهٔ ۴ نوامبر ۲۰۰۶) ژیمناست ریتمیک روس‌تبار اهل آلمان است.